# Upplands runinskrifter 861

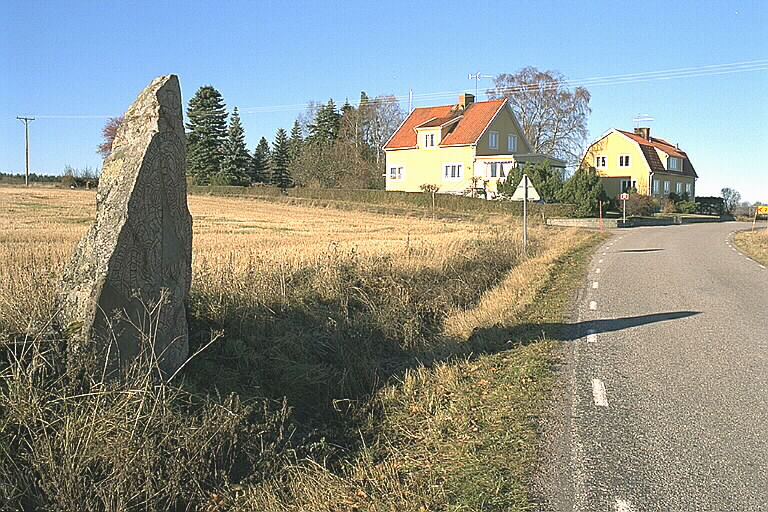
U 861 vid vägkanten.

Upplands runinskrifter 861 är en vikingatida runsten av granit i Norsta, Balingsta socken och Uppsala kommun. 
Runstenen är 2,5 meter hög, 1,4 meter bred vid basen och 0,9 meter tjock. Runhöjden är 7 centimeter.
Runstenen var sönderslagen när den först beskrevs på 1600‑talet. Den  var under lång tid förkommen men bitar återfanns 1869. Stenen lagades då med nitar och ställdes upp cirka 10 meter från vägen. Denna lagning var emellertid bristfällig och stenen sjönk också ned i marken med åren. Detta gjorde att man ånyo lagade och även flyttade stenen 1946. Stenen står sedan dess närmare vägen för att inte försvåra för jordbruket.
Stenen uppmålades 2001.
Erik Brate menade att den Sven som nämns på stenen är Blot-Sven som var kung i Sverige på 1080-talet. Sven var inget ovanligt namn, men på U 861 nämns även Mö och Blot-Sven hade en syster med det namnet. En sak som talar emot att det skulle vara just Blot-Sven och hans syster som omnämns på denna runsten är att den är prydd med ett kors, vilket rimmar illa med det faktum att Blot-Sven och hans familj drev en anti-kristen linje under 1080-talet. Namnet Sven i ristningen har inte heller en framskjuten plats utan nämns som ett i mängden av tre bröder. Den Mö som nämns i ristningen har avlidit, tillsammans med en bror, och stenen är rest av hennes föräldrar. Man kan anta att denna Mö då avlidit i relativt unga år, något Blot-Svens syster inte gjorde.

## Inskriften
Translitterering av runraden:
sihikþurn ' ... [risa · stin] ' uk ' bru ' kera : at : aterf : sun : uk ' a(t) ' mai : tutor : sin : eþorn : uk : suen : uk ' (u)ikþu-... ... ' sikb--... ...(ʀ) ' isi
Normalisering till runsvenska:
Sigþorn ... ræisa stæin ok bro gærva at Adiarf, sun, ok at Møy, dottur sina, Æiþorn ok Svæinn ok Vigþo[rn] ... Sig... ... isi''
Översättning till nusvenska:
Sigtorn ... resa sten och göra bro efter Adjärv, [sin] son, och efter Mö, sin dotter, Etorn och Sven och Vigtorn ...